# Красный Выселок (Тверская область)
Красный Выселок — деревня в Кимрском районе Тверской области. Входит в состав Горицкого сельского поселения.

## География
Находится в юго-восточной части Тверской области на расстоянии приблизительно 43 км на северо-запад по прямой от районного центра города Кимры в левобережной части района.

## История
Известна с 1628 года как пустошь Тазиково. Как сельцо отмечалась в 1780-х годах, когда здесь было 11 дворов. На карте Менде отмечались рядом это сельцо и деревня Александровское. В 1859 году здесь (сельцо Корчевского уезда Тверской губернии) было учтено 4 двора. Есть данные, что сельцо Тазиково в какое-то время опустело.

## Население
Численность населения: 58 человек (1780-е годы), 91 (1806), 20 (1859 год), 8 (русские 100 %) 2002 году, 1 в 2010.